# Bothriembryon perobesus
Bothriembryon perobesus är en snäckart som beskrevs av Tom Iredale 1939. Bothriembryon perobesus ingår i släktet Bothriembryon och familjen Bulimulidae. IUCN kategoriserar arten globalt som starkt hotad. Inga underarter finns listade i Catalogue of Life.